# Piazzetta Duca d'Aosta

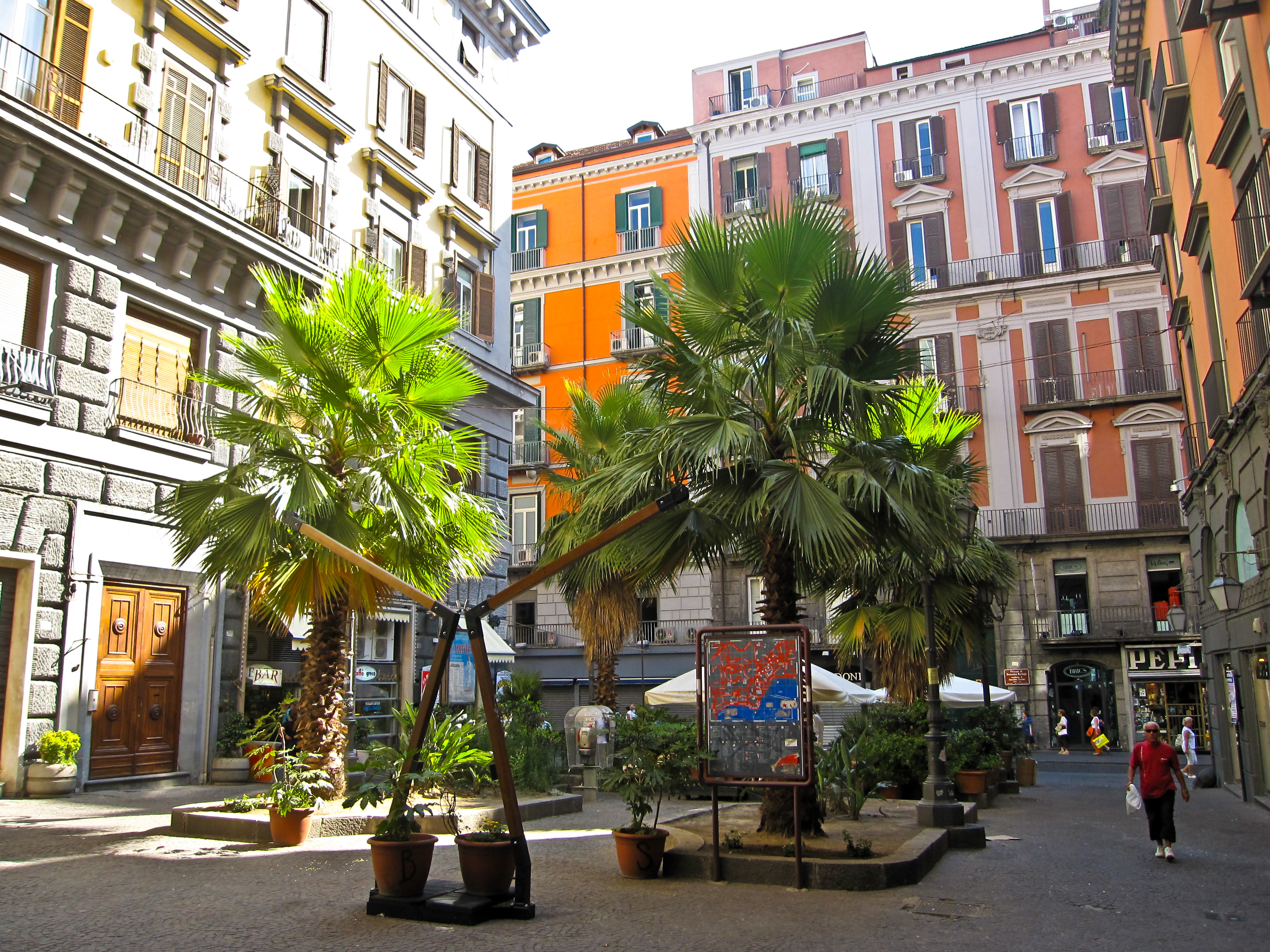
La piazza vista verso via Toledo

La piazzetta Duca d'Aosta, più nota come piazzetta Augusteo, è una piazza della città di Napoli, situata nel quartiere San Ferdinando.

## Storia e descrizione
Il nome con cui storicamente è nota deriva dall'ubicazione, in questa piazza, del Teatro Augusteo, ivi costruito tra il 1926 e il 1929. La piazzetta fu realizzata nel 1928, un anno prima dell'inaugurazione del teatro, come slargo per il traffico di passeggeri della nuova Funicolare Centrale. La stazione terminale inferiore della funicolare si trova ancora oggi in questa piazza e collega il centro storico con il quartiere Vomero.
La piazzetta fu sostanzialmente realizzata "scavando" nel preesistente palazzo Berio, il quale occupava tutta quell'area. Si ottennero così tre distinti edifici nati da un unico blocco: da un lato la restante parte del palazzo Berio, al lato opposto il teatro ed al centro la funicolare.
Negli anni trenta fu collocato uno dei ventuno orologi stradali pubblici dell'Ente Autonomo Volturno, ridotti a dodici dopo la seconda guerra mondiale.
Il toponimo Augusteo durò fino al 1944, quando le fu dato l'attuale nome, dal momento che la precedente piazza Duca d'Aosta in quell'anno fu intitolata a Giacomo Matteotti.
La piazzetta affaccia inoltre sulla centrale via Toledo ed è posta nelle immediate vicinanze della galleria Umberto I e di piazza del Plebiscito.
Sul lato opposto all'ingresso del teatro, in un vicolo tra il palazzo Berio e la funicolare, infine, vi sono i celebri gradini Conte di Mola che conducono ai Quartieri Spagnoli.
Al di sotto della piazzetta sono presenti ampi sotterranei, adoperati come rifugio antiaereo durante la seconda guerra mondiale.